# City of Fallen Angels
City of Fallen Angels är skriven av Cassandra Clare och är den fjärde boken i ungdomsbokserien The Mortal Instruments. Den publicerades för första gången i USA den 5 april 2011. The Mortal Instruments series skulle egentligen vara en trilogi och därmed sluta med City of Glass men strax efter dess publicering avslöjade Clare att det skulle bli en andra trilogi som fortsatte där City of Glass slutade. En svensk översättning utgavs med titeln Fallna änglars stad.

## Handling
The Mortal War är över och sextonåriga Clary Fray är tillbaka hemma i New York, glad över alla möjligheter som väntar henne. Hon tränar för att bli en Skuggjägare och - viktigast av allt - hon kan äntligen kalla Jace sin pojkvän! Men ingenting kommer utan ett pris. Någon mördar alla skuggjägare som brukade vara i Valentines grupp, vilket framkallar spänningar mellan nedomvärldarna och skuggjägarna, som kan leda till ett andra blodigt krig. Och när Jace börjar dra sig ifrån Clary utan att förklara varför, är hon tvungen att gräva sig till kärnan i det mysterium vars lösning avslöjar hennes värsta mardröm: hon har själv satt igång en fruktansvärd kedja av händelser som skulle kunna leda till att hon förlorar allt hon älskar. Även Jace!